# Karl-Heinz Schnellinger
Karl-Heinz Schnellinger (født 31. marts 1939 i Düren, Tyskland, død 20. maj 2024 i Milano, Italien) var en tysk fodboldspiller, der i perioden 1958-1971 spillede 47 landskampe for Vesttyskland og scorede et enkelt mål. Han deltog ved hele fire VM-slutrunder med landet, med sølvmedaljerne ved 1966 som det bedste resultat. 
På klubplan var han tilknyttet FC Köln samt de italienske klubber AS Mantova, AS Roma og AC Milan (hvor han spillede i ni sæsoner). Han sluttede sin karriere tilbage i sit hjemland i 1975 efter at have spillet et enkelt år i Tennis Borussia Berlin.